# Ponte Vecchio

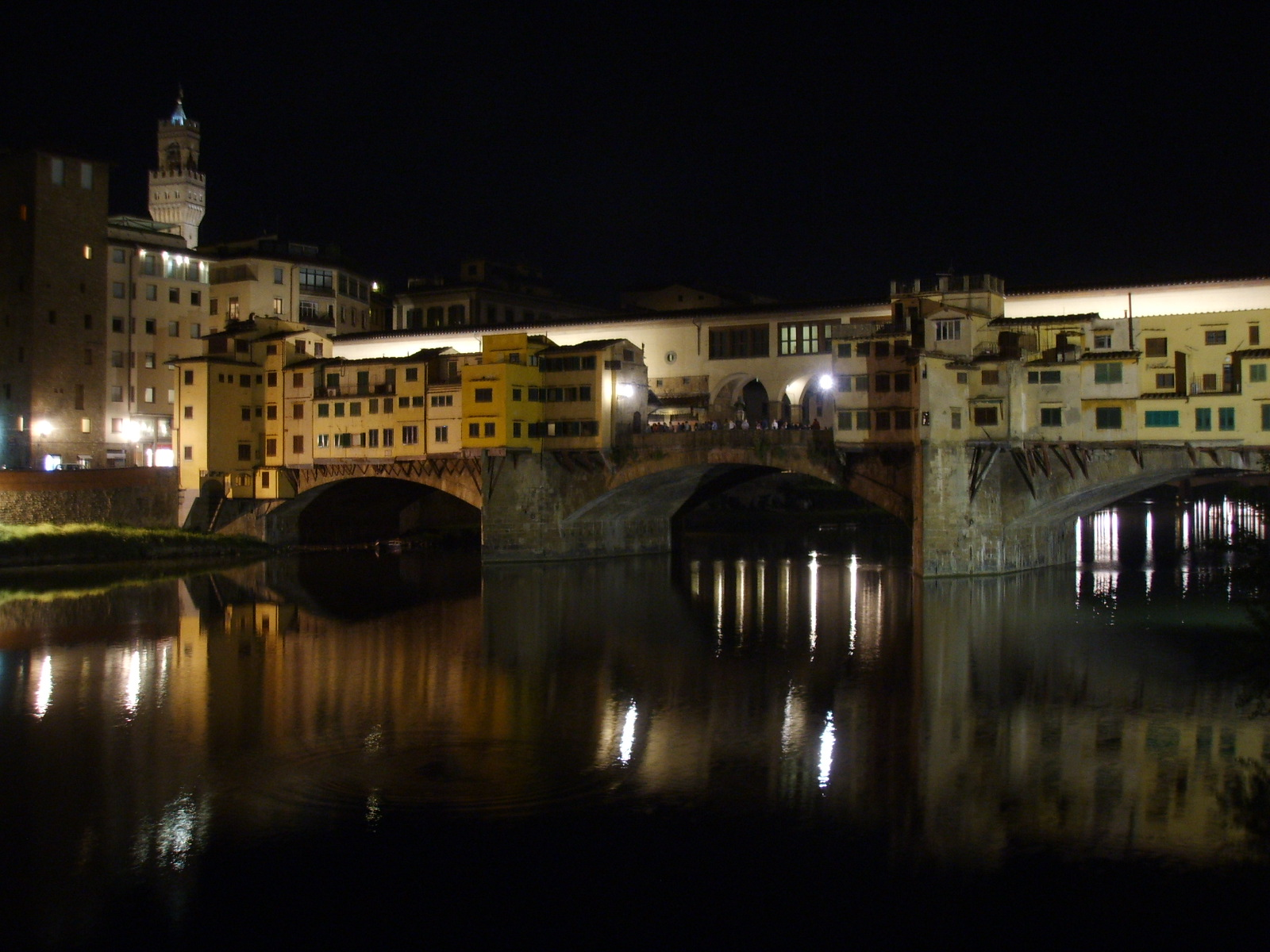
A híd éjszakai fényekben

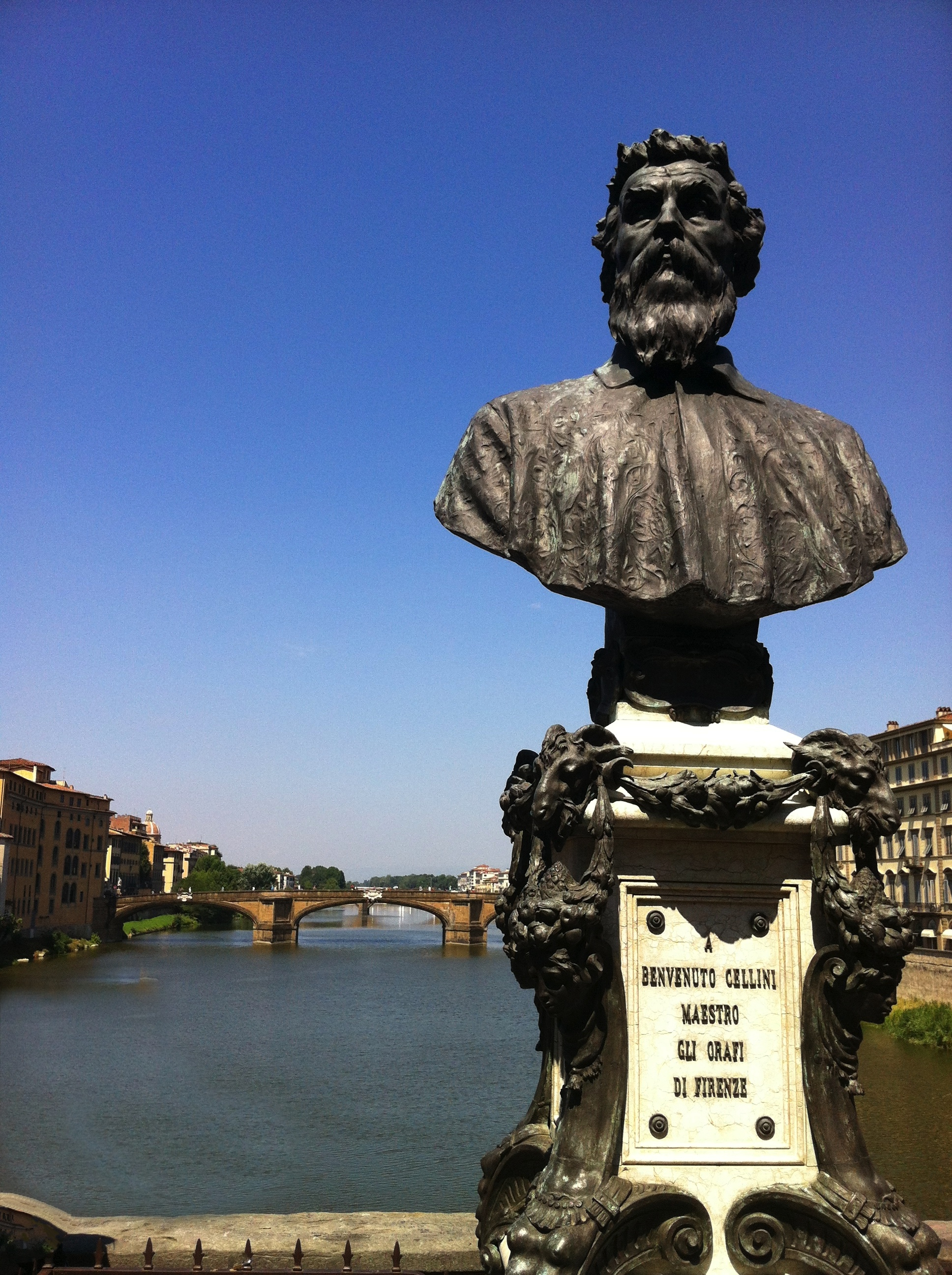
Benvenuto Cellini szobra a hídon

A Ponte Vecchio (ejtsd: ponte vekkió, a. m. Öreg híd) az olaszországi Firenze belvárosában, az Arno folyón átvezető, aranyművesek boltjaival beépített híd. Neve a világ legismertebb hídjaié között szerepel.

## Története
A 14. században épült Neri de Fioravanti vagy Taddeo Gaddi tervei alapján – ez máig vita tárgyát képezi. Helyén már az etruszkok korában is híd húzódott a folyó felett.
A Ponte Vecchióban fedett, az 1565-ben Giorgio Vasari tervei alapján öt hónap alatt épült, egykilométeres, ún. Vasari-folyosó köti össze a Pitti-palotát és az Uffizit.
Ez volt az egyetlen olyan híd Firenzében a második világháború idején, melyet a visszavonuló német hadsereg épségben hagyott, az összes többit ugyanis felrobbantotta.
1966-ban a firenzei árvíz idején súlyos károkat szenvedett, azonban egy esztendő alatt helyreállították.
Jellegzetességei – melyeknek hírnevét is köszönheti – a fecskefészekként oldalaihoz épített kis műhelyek, ahol egykor mészárosok, ma ötvösök, aranyművesek dolgoznak-árusítanak, ezért az aranyművesek utcájaként emlegetik e hidat. Ők állították fel 1901-ben, a híd közepén, Benvenuto Cellini (1500-1571), kora legnagyobb firenzei ötvösművésze szobrát. Éjjel-nappal a világ minden tájáról érkezett turisták özönlenek át a hídon, a zöld színű folyó környékében gyönyörködve.
2014. június 16-án új díszkivilágítást kapott a híd. Az átadó ünnepségen Andrea Bocelli tartott koncertet, majd az Arno felett akrobata mutatványok kápráztatták el a firenzeieket.